# District de Guanyin
 (décembre 2011).
Si vous disposez d'ouvrages ou d'articles de référence ou si vous connaissez des sites web de qualité traitant du thème abordé ici, merci de compléter l'article en donnant les références utiles à sa vérifiabilité et en les liant à la section « Notes et références ».
Le district de Guanyin (chinois traditionnel : 觀音區 ; pinyin : Guānyīn qū), autrefois canton de Guanyin (觀音鄉 / 观音乡, Guānyīn xiāng) est un district de la municipalité spéciale de Taoyuan, au nord de Taïwan.
Cette ville est nommée d'après Guanyin, (Avalokiteśvara en Hindi), déesse de la compassion et de la miséricorde dans le bouddhisme mahāyāna de Chine, Corée, Japon et Vietnam.
Dans le village lui servant de centre-ville, se situe une statue monumentale de la déesse mesurant plus 108 mètres de hauteur, nombre propice dans le bouddhisme, ce qui en fait une des plus grandes statues au monde.

## Histoire
Guanyin fut appelé à l'origine Shiguanyin pendant la période de domination Qing. Il fut renommé Guanyin en 1920 sous l'occupation japonaise. Le 25 décembre 2014, le canton fut réorganisé en district et devint le district de Guanyin.

## Géographie
Guanyin fait partie d'un cône alluvial dans la municipalité de Taoyuan. Le littoral nord bordant le détroit de Taïwan mesure environ 15 kilomètres. 

## Divisions administratives
Le district de Guanyin se subdivise en 24 villages:
- Baiyu
- Baosheng
- Baozhang
- Caota
- Caoxin
- Daku
- Datan
- Datong
- Fulin
- Fuyuan
- Guangfu
- Guangxing
- Guanyin
- Jinhu
- Kengwei
- Lanpu
- Lunping
- Sanhe
- Shangda
- Shulin
- Tajiao
- Wuwei
- Xinpo
- Xinxing

## Infrastructure
- Centrale thermique de Tatan

## Attractions touristiques
- Auberge Baosheng 1213
- Phare de Baishajia
- Ferme lotus de Datian
- Côte du lac doré
- Jardin de lotus de Kangzhuang
- Maison traditionnelle de Lin
- Longman Bottle Gourd
- Jardin du lotus
- Jardin de Monet
- Ferme de Qinglin
- Parc d'abeilles de Sanqi
- Ferme verte et solaire
- Wu Cuo Yang Jia Zhuang
- Ferme récréative de Xianghao
- Ferme récréative de Yifeng
- Ferme de Yuanyin
- Ferme de Yuxuan
- Jardin de Zhong

## Transport
La station de bus de Guanyin s'avère un endroit très pratique pour pouvoir relier différentes destinations dans le district. 

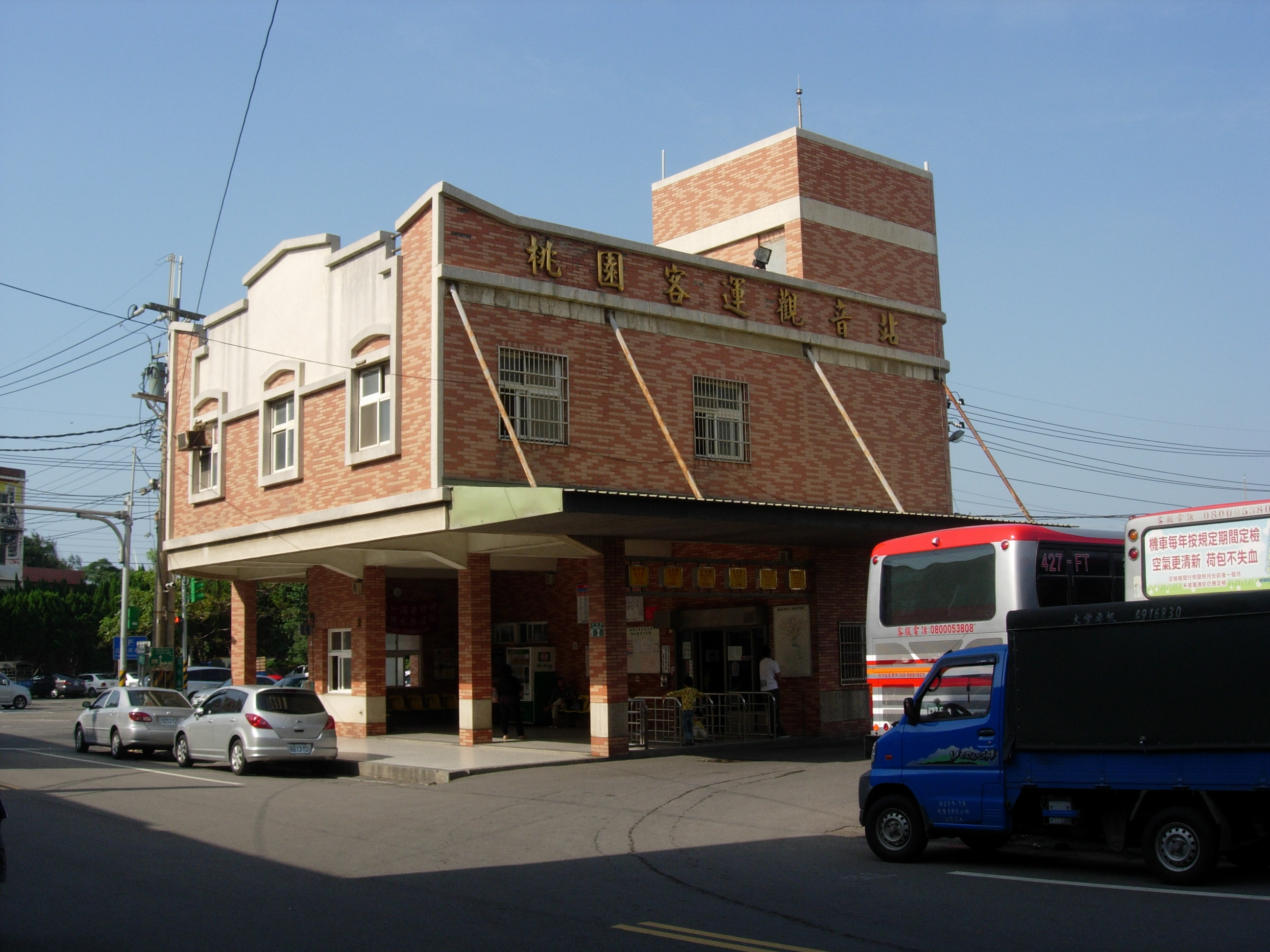
Station de bus de Guanyin